# 辦公弑
《辦公弑》（英語：Office Uprising）是一部2018年的美國恐怖喜劇電影，由林·奧汀執導，Peter Gamble Robinson和Ian Shorr編劇。主演是布蘭頓·思懷茲、珍·莉薇、阿倫·瑞奇森、薩克利·列維、卡蘭·索尼和伊恩·哈丁。

## 劇情
戴斯蒙老是遲到，工作態度隨便。他的老闆亞當·努斯鮑姆（Adam Nusbaum）找他到辦公室，談公司即將併購的事，還警告他得認真點，不然可能被炒魷魚。看得出來，有些同事已經被裁員了，於是戴斯蒙和其他人開始盤算下一步該怎麼辦。
在參加公司研討會後，戴斯蒙和他的心儀對象莎曼莎（Samantha）看到走廊上堆滿了一種新飲料「佐特」（Zolt）。他被叫回亞當的辦公室，卻發現亞當竟然殺了一個同事！戴斯蒙因為報告的拼字和文法被批評後嚇得逃跑，結果整個部門的人都追著他跑。原來，喝了新款能量飲料的同事開始變得超暴力。戴斯蒙想打電話求救，卻因為公司規定沒主管許可不能對外聯繫。他偷偷溜到樓上，找到還在工作的莎曼莎，阻止她喝完那罐飲料，但這時莎曼莎已經開始有暴力傾向，得被綁起來。戴斯蒙的會計部門同事跟廣告部門聯手，還幹掉了廣告部門的主管鮑伯（Bob）。
戴斯蒙的朋友穆拉德（Mourad）沒喝那罐飲料，找到躲在櫃子裡的他們。他們試著逃出大樓，但打破外窗時觸發了額外的保全系統。他們一路瘋狂逃到人力資源部門，找到另一個同事愛德華（Edward）。戴斯蒙用廣播系統假裝是亞當，救出愛德華。四人自製了一些武器，殺到執行長法蘭克林·甘茨（Franklin Gantts）的辦公室，想搞清楚佐特飲料裡到底被加了什麼鬼東西。法蘭克林說，這飲料本來是要讓員工更專注，但首批飲料被一個最近被炒的科學家動了手腳，心懷怨恨的他把飲料改成會讓人變暴力的配方。
亞當帶著暴走的員工闖進辦公室，殺了法蘭克林和愛德華，還宣稱大家都想辭職。他帶著這群暴民到一樓，用法蘭克林的手指解除了大樓的保全系統。另一個同事尼古拉斯（Nicholas）坦白說，飲料因為趕工出包才被搞亂。尼古拉斯說有解藥，戴斯蒙和穆拉德跑到樓下想拿解藥救莎曼莎，卻被監視器拍到。一場混戰後，他們用更多佐特飲料引開暴走的員工，穆拉德成功把解藥帶回給莎曼莎。
亞當和戴斯蒙單挑，戴斯蒙嘲笑他平時啥事沒做，用一顆地雷把亞當炸得粉碎。穆拉德、莎曼莎和戴斯蒙合力射殺剩下的暴力員工，衝出大樓前門。莎曼莎親了戴斯蒙一口，叫他以後別再拖那麼久才行動。最後，他們一起看著警消人員抵達現場。

## 演員
- 布蘭頓·思懷茲 飾 Desmond Brimble
- 珍·莉薇 飾 Samantha
- 卡蘭·索尼 飾 Mourad Haryana
- 薩克利·列維 飾 Adam Nusbaum
- 庫爾特·富勒（英语：Kurt Fuller） 飾 Lentworth
- 伊恩·哈丁 飾 Nicholas Frohm
- 葛瑞格·亨利（英语：Gregg Henry） 飾 Franklin Gantt
- 阿倫·瑞奇森 飾 Bob
- 山姆·達利 飾 Marcus Gantt
- Ashton McClearin 飾 Lisa
- Stephen OYoung 飾 Joe
- 貝瑞·夏巴卡·亨利（英语：Barry Shabaka Henley） 飾 Clarence
- Roger J. Timber 飾 Jerry Solomon
- Mickey Gooch Jr. 飾 Ralph
- 肯尼斯·崔（英语：Kenneth Choi） 飾 Freddy Wong
- Tyron Woodley 飾 Mario
- Travis Berens 飾 Cloud

## 製作

### 開發
2016年10月26日，宣布特技演員林·奧汀將會執導殭屍電影《辦公弑》。

### 拍攝
主要拍攝於2016年12月初在阿拉巴馬州開始。

## 外部連結
- 互联网电影数据库（IMDb）上《辦公弑》的资料（英文）